# Serans (Orne)
Serans település Franciaországban, Orne megyében. Lakosainak száma 199 fő (2018. január 1.). Serans Montgaroult, Sevrai, Batilly és Écouché-les-Vallées községekkel határos.

## Népesség
A település népessége az elmúlt években az alábbi módon változott:
| Lakosok száma | 197  | 201  | 170  | 160  | 208  | 213  | 204  | 202  | 199  | 199  |
|               | 1962 | 1968 | 1975 | 1982 | 1990 | 2008 | 2013 | 2015 | 2017 | 2018 |